# ケヴィン・モンシアロ
ケヴィン・モンシアロ（Kévin Monzialo、2000年7月28日 - ）は、フランス ポントアーズ出身のサッカー選手。サッカーコンゴ共和国代表。SKNザンクト・ペルテン所属。ポジションはウィンガー。

## 経歴

### クラブ
フランス・リーグ・ドゥに属するSMカーンの育成部門でサッカーを始める。セカンドチームにおいて国内リーグ5部(フランス全国選手権3)で経験を積んだのち、18歳の誕生日を迎えた2018年夏、イタリア・セリエAに属するユヴェントスFCに移籍した。
初年度は主に同クラブのU19で出場。2019年4月18日にはセリエC(3部リーグ)に属するU23チームの一員としてデビューを果たした。
2019年夏、当時スイス・チャレンジリーグに属していたグラスホッパー・クラブ・チューリッヒにレンタル移籍し、同シーズン7試合に出場する。
2020年10月、スイス・スーパーリーグ（1部）に属するFCルガーノにレンタル移籍。
2021年1月には同クラブに完全移籍する。この移籍の際にはFCルガーノがユヴェントスFCに対して250万ユーロ（当時のレートで約3億1250万円）の違約金を支払った。
2020-21シーズン、 スイス・スーパーリーグ（1部）で4試合に出場し、翌2021-22シーズン前半では3試合に出場する。
2022年1月、 オーストリア・ブンデスリーガ2部のSKNザンクト・ペルテンにレンタル移籍し、シーズン後半12試合に出場、1得点2アシストを決めた。
2022年6月、SKNザンクト・ペルテンに完全移籍する。

### 代表
2018年6月、U-18フランス代表として2試合に出場する。
2022年9月、コンゴ共和国代表に招集され、9月24日にマダガスカル代表との親善試合でA代表初出場。

## タイトル
ユヴェントス U-23
- コッパ・イタリア・セリエC 優勝:1回（2020）